# 1915 en Ontario
Chronologie de l'Ontario
- 1911
- 1912
- 1913
- 1914
- 1915
- 1916
- 1917
- 1918
- 1919

Cette page concerne des événements d'actualité qui se sont produits durant l'année 1915 dans la province canadienne de l'Ontario.

## Politique
- Premier ministre : William Hearst (Parti conservateur)
- Chef de l'Opposition: Newton Wesley Rowell (Parti libéral)
- Lieutenant-gouverneur: John Strathearn Hendrie (en)
- Législature: 14e (en)

## Événements

### Janvier
- 11 janvier : lors d'un discours à l'Assemblée législative du Québec, le premier ministre Lomer Gouin réclame justice pour la minorité francophone de l'Ontario brimée par le Règlement 17[1].
- 14 janvier : l'Assemblée législative du Québec adopte la Résolution Bullock, demandant au gouvernement ontarien de retirer le Règlement 17[2].

### Juillet
- 12 juillet : la Cour d'appel de l'Ontario maintient la validité du Règlement 17[3].

### Octobre
- 14 octobre : deux institutrices francophones, Diane et Béatrice Desloges, se voient retirer leurs certificats d'enseignement pour avoir enseigné le français à l'école malgré le Règlement 17[4].

### Décembre
- 2 décembre : le Président du Sénat du Canada, Philippe Landry, lance un manifeste dénonçant le Règlement 17[5].

## Naissances
- 12 janvier : Joseph-Aurèle Plourde, archevêque d'Ottawa († 5 janvier 2013).
- 18 janvier : Syl Apps, joueur de hockey sur glace († 24 décembre 1998).
- 12 février : Lorne Greene, acteur et musicien († 11 septembre 1987).
- 11 avril : Eddie Sargent (en), député provincial de Grey-Bruce (1963-1987) († 28 janvier 1998).
- 22 juin : Arthur Gelber (en), philanthrope († 1er janvier 1998).
- 6 juillet : Leonard Birchall, militaire († 11 septembre 2004).
- 20 août : H. Gordon Barrett, député fédéral de Lincoln (1968-1972) († 30 mai 1993).
- 22 août : James Hillier, inventeur († 15 janvier 2007).
- 25 août : John Bassett, homme d'affaires et éditeur († 27 avril 1998).
- 7 octobre :
  - Harry J. Boyle (en), animateur de la radio et écrivain († 22 janvier 2005).
  - Charles Templeton, écrivain, journaliste, homme politique, évangéliste, dessinateur et animateur de télévision († 7 juin 2001).
- 4 décembre : Johnny Lombardi (en), personnalité de la radio († 18 mars 2002).

## Décès
- 18 janvier : Thomas Bain, député fédéral de Wentworth-Nord (1872-1896) et Wentworth-Sud (1896-1900) (° 14 décembre 1834).
- 16 mai : Kit Coleman, journaliste (° 20 février 1856).
- 10 août : William Mortimer Clark (en), 9e lieutenant-gouverneur de l'Ontario (° 24 mai 1836).